# Myrmecaelurus venustus
Myrmecaelurus venustus är en insektsart som först beskrevs av Hölzel 1970.  Myrmecaelurus venustus ingår i släktet Myrmecaelurus och familjen myrlejonsländor. Inga underarter finns listade i Catalogue of Life.